# Sân bay Outjo
Sân bay Outjo (ICAO: FYOJ) là một sân bay ở Outjo, Namibia.